# Villa apparens
Villa apparens är en tvåvingeart som först beskrevs av Walker 1852.  Villa apparens ingår i släktet Villa och familjen svävflugor. Inga underarter finns listade i Catalogue of Life.